# Tours VB

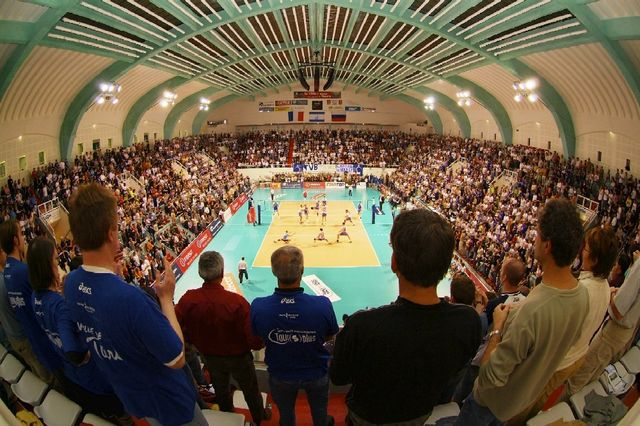
Salle Robert-Grenon

Tours Volley-Ball (Tours VB) – francuski męski klub siatkarski założony w 1988 roku z siedzibą w mieście Tours. Obecnie występuje w Ligue A.

## Sukcesy
Puchar Francji:

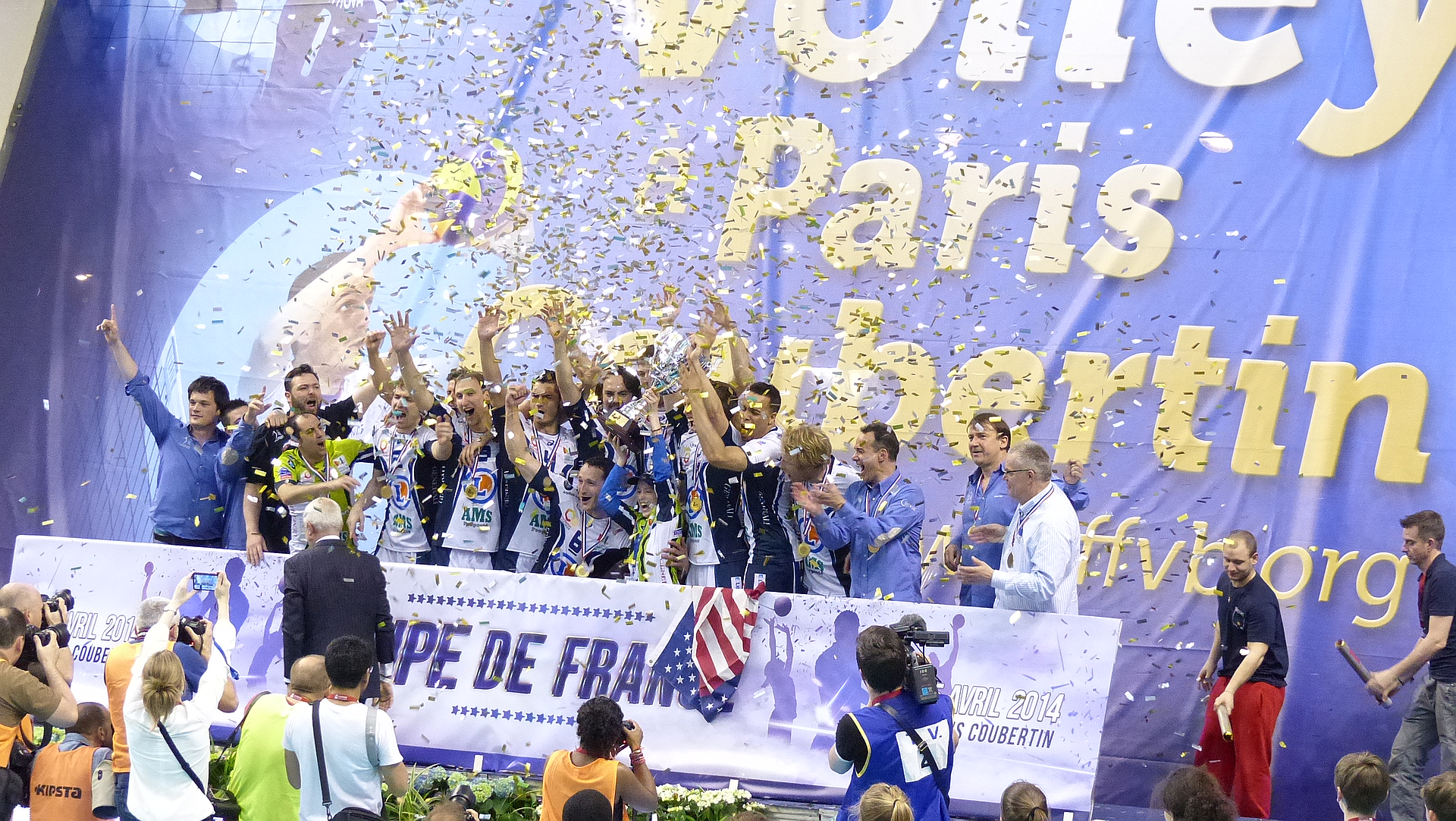
Tours VB zwycięzcą Pucharu Francji w sezonie 2013/2014

- 1. miejsce (11x): 2003, 2005, 2006, 2009, 2010, 2011, 2013, 2014, 2015, 2019, 2023[2]
- 2. miejsce (3x): 2000, 2001, 2022

 Mistrzostwo Francji:
- 1. miejsce (10x): 2004, 2010, 2012, 2013, 2014, 2015, 2018, 2019, 2023[3], 2025[4]
- 2. miejsce (4x): 2001, 2006, 2011, 2022[5]
- 3. miejsce (3x): 2003, 2005, 2009

 Superpuchar Francji:
- 1. miejsce (5x): 2005, 2012, 2014, 2015, 2023[6]
- 2. miejsce (3x): 2004, 2006, 2013

 Liga Mistrzów:
- 1. miejsce (1x): 2005
- 2. miejsce (1x): 2007
- 3. miejsce (1x): 2004

 Puchar CEV:
- 1. miejsce (1x): 2017
- 2. miejsce (1x): 2022[7]

## Europejskie puchary[8]
| Sezon     | Europejskie puchary | Osiągnięcie     |
| --------- | ------------------- | --------------- |
| 2000/2001 | Liga Mistrzów       | Faza grupowa    |
| 2001/2002 | Liga Mistrzów       | Faza play-off   |
| 2003/2004 | Liga Mistrzów       | 3. miejsce      |
| 2004/2005 | Liga Mistrzów       | 1. miejsce      |
| 2005/2006 | Liga Mistrzów       | Runda 6         |
| 2006/2007 | Liga Mistrzów       | 2. miejsce      |
| 2009/2010 | Liga Mistrzów       | Faza grupowa    |
| 2009/2010 | Puchar CEV          | Runda Challenge |
| 2010/2011 | Liga Mistrzów       | Runda 12        |
| 2011/2012 | Liga Mistrzów       | Runda 6         |
| 2012/2013 | Liga Mistrzów       | Faza grupowa    |
| 2012/2013 | Puchar CEV          | Runda Challenge |
| 2013/2014 | Liga Mistrzów       | Runda 12        |
| 2014/2015 | Liga Mistrzów       | Faza grupowa    |
| 2015/2016 | Liga Mistrzów       | 1/12 finału     |
| 2016/2017 | Puchar CEV          | 1. miejsce      |
| 2017/2018 | Puchar Challenge    | 1/16 finału     |
| 2018/2019 | Liga Mistrzów       | Faza grupowa    |
| 2019/2020 | Liga Mistrzów       | Faza grupowa    |
| 2020/2021 | Liga Mistrzów       | Faza grupowa    |
| 2021/2022 | Puchar CEV          | 2. miejsce      |
| 2022/2023 | Liga Mistrzów       | Runda play-off  |
| 2023/2024 | Liga Mistrzów       | Runda play-off  |
| 2024/2025 | Puchar CEV          | Półfinał        |

## Trenerzy[9]
| Lata                      | Imię i nazwisko     |
| ------------------------- | ------------------- |
| 1995–1999                 | Pascal Foussard     |
| 1999–2004                 | Władimir Alekno     |
| 2004–2006                 | Roberto Serniotti   |
| 2006–2008 (do 05.01.2008) | Veljko Bašić        |
| 2008–2008 (od 05.01.2008) | Pascal Foussard     |
| 2008–2011                 | Éric N'Gapeth       |
| 2011–2015 (do 07.12.2015) | Maurício Paes       |
| 2015–2016 (od 09.12.2015) | Vital Heynen        |
| 2016–2017                 | Giampaolo Medei     |
| 2017–2018                 | Cédric Énard        |
| 2018–2019                 | Patrick Duflos      |
| 2019–2021                 | Hubert Henno        |
| 2021–                     | Marcelo Fronckowiak |

## Kadra

### Sezon 2024/2025[10]
| Nr | Imię i nazwisko                    | Data ur. | Wzrost | Pozycja      |
| -- | ---------------------------------- | -------- | ------ | ------------ |
| 1  | Noé Cron                           | 2003     | 190    | rozgrywający |
| 2  | Kilian Pommier                     | 2003     | 198    | środkowy     |
| 3  | Julien Faganas                     | 2004     | 200    | atakujący    |
| 4  | Wiktor Rajsner (od 26.01.2025)     | 1999     | 205    | środkowy     |
| 5  | Leandro dos Santos                 | 1993     | 200    | środkowy     |
| 6  | Antoine Pothron                    | 2002     | 198    | przyjmujący  |
| 7  | Luca Ramon                         | 2000     | 185    | libero       |
| 8  | Alexandre Gabin                    | 2000     | 187    | rozgrywający |
| 9  | Gonzalo Quiroga                    | 1993     | 193    | przyjmujący  |
| 10 | Ryan Sclater                       | 1994     | 200    | atakujący    |
| 11 | Roland Gergye                      | 1993     | 200    | przyjmujący  |
| 12 | Michael Marshman                   | 1994     | 201    | środkowy     |
| 13 | Mathis Huard                       | 2006     | 201    | środkowy     |
| 14 | Alexandre Strehlau                 | 2004     | 202    | przyjmujący  |
| 15 | Bastien Scherer                    | 2005     | 184    | libero       |
| 16 | Aymeric Pelvet                     | 2001     | 186    | przyjmujący  |
| 17 | Željko Ćorić                       | 1988     | 196    | rozgrywający |
| 18 | Thomas Furic                       | 2002     | 196    | środkowy     |
| 19 | Lorik Houlmière                    | 2006     | 195    | atakujący    |
| 20 | Gilani Froment                     | 2004     | 207    | środkowy     |
| 21 | Guilherme Voss                     | 2000     | 201    | środkowy     |
| 24 | Hermans Egleskalns (do 28.12.2024) | 1990     | 202    | atakujący    |

### Sezon 2023/2024[11]
| Nr | Imię i nazwisko                  | Data ur. | Wzrost | Pozycja      |
| -- | -------------------------------- | -------- | ------ | ------------ |
| 1  | Clément Aya Dioko                | 2002     | 197    | atakujący    |
| 2  | Kilian Pommier                   | 2003     | 198    | środkowy     |
| 3  | Julien Faganas                   | 2004     | 200    | atakujący    |
| 5  | Leandro dos Santos               | 1993     | 200    | środkowy     |
| 6  | Antoine Pothron                  | 2002     | 198    | przyjmujący  |
| 7  | Luca Ramon                       | 2000     | 185    | libero       |
| 8  | Alexandre Gabin                  | 2000     | 187    | rozgrywający |
| 9  | Nicolás Méndez                   | 1992     | 191    | przyjmujący  |
| 10 | Aboubacar Dramé Neto             | 1994     | 204    | atakujący    |
| 11 | Märt Tammearu                    | 2001     | 198    | przyjmujący  |
| 12 | Alexis Moris                     | 2005     | 193    | rozgrywający |
| 13 | Julien Nachbar                   | 2003     | 193    | przyjmujący  |
| 14 | Gildas Prévert                   | 1996     | 202    | środkowy     |
| 15 | Bastien Scherer                  | 2005     | 184    | libero       |
| 16 | Aymeric Pelvet                   | 2001     | 186    | przyjmujący  |
| 17 | Željko Ćorić                     | 1988     | 196    | rozgrywający |
| 18 | Thomas Furic                     | 2002     | 196    | środkowy     |
| 19 | Alexandre Strehlau               | 2004     | 202    | przyjmujący  |
| 20 | Jakub Klajmon                    | 2003     | 198    | środkowy     |
| 21 | Luciano Palonsky (od 10.04.2024) | 1999     | 195    | przyjmujący  |
| 22 | Michaël Parkinson                | 1991     | 203    | środkowy     |

### Sezon 2022/2023
| Nr | Imię i nazwisko      | Data ur. | Wzrost | Pozycja      |
| -- | -------------------- | -------- | ------ | ------------ |
| 1  | João Rafael Ferreira | 1993     | 192    | przyjmujący  |
| 2  | Pierre Derouillon    | 1999     | 194    | przyjmujący  |
| 3  | Clément Aya Dioko    | 2002     | 197    | przyjmujący  |
| 4  | Eliot De Narda       | 2002     | 194    | przyjmujący  |
| 5  | Leandro dos Santos   | 1993     | 200    | środkowy     |
| 6  | Aymeric Pelvet       | 2001     | 188    | przyjmujący  |
| 7  | Luciano Palonsky     | 1999     | 195    | przyjmujący  |
| 8  | Gary Chauvin         | 1987     | 186    | rozgrywający |
| 9  | Thiébault Bruckert   | 1991     | 198    | środkowy     |
| 10 | Aboubacar Dramé Neto | 1994     | 204    | atakujący    |
| 11 | Julien Nachbar       | 2003     | 193    | przyjmujący  |
| 12 | Dmytro Teriomenko    | 1987     | 200    | środkowy     |
| 14 | Benjamin Diez        | 1998     | 184    | libero       |
| 16 | Robin Le Goff        | 2000     | 188    | libero       |
| 17 | Željko Ćorić         | 1988     | 196    | rozgrywający |
| 18 | Thomas Furic         | 2002     | 196    | środkowy     |
| 19 | José Ademar Santana  | 1996     | 198    | przyjmujący  |
| 20 | Jakub Klajmon        | 2003     | 198    | środkowy     |
| 22 | Michaël Parkinson    | 1991     | 203    | środkowy     |

### Sezon 2021/2022
| Nr | Imię i nazwisko                                 | Data ur. | Wzrost | Pozycja      |
| -- | ----------------------------------------------- | -------- | ------ | ------------ |
| 1  | Thiébault Bruckert                              | 1991     | 198    | środkowy     |
| 1  | Zouheir El Graoui (do 19.12.2021)               | 1994     | 197    | przyjmujący  |
| 2  | Pierre Derouillon                               | 1999     | 194    | przyjmujący  |
| 3  | Geraldo Graciano Da Silva Filho (od 20.12.2021) | 1990     | 202    | atakujący    |
| 4  | Luke Perry                                      | 1995     | 180    | libero       |
| 5  | Leandro dos Santos                              | 1993     | 200    | środkowy     |
| 6  | Aymeric Pelvet                                  | 2001     | 188    | przyjmujący  |
| 7  | Kévin Tillie                                    | 1990     | 200    | przyjmujący  |
| 8  | Gary Chauvin                                    | 1987     | 186    | rozgrywający |
| 10 | Aboubacar Dramé Neto                            | 1994     | 204    | atakujący    |
| 11 | Pierre Toledo                                   | 2000     | 195    | atakujący    |
| 12 | Dmytro Teriomenko                               | 1987     | 200    | środkowy     |
| 14 | Luciano Palonsky (od 20.12.2021)                | 1999     | 195    | przyjmujący  |
| 15 | Kamil Baránek (do 12.12.2021)                   | 1983     | 198    | przyjmujący  |
| 17 | Željko Ćorić                                    | 1988     | 196    | rozgrywający |
| 18 | Thomas Furic                                    | 2002     | 198    | środkowy     |
| 19 | Clément Aya Dioko                               | 2002     | 198    | przyjmujący  |
| 20 | Romain Totélé                                   | 2001     | 180    | rozgrywający |

### Sezon 2020/2021
| Nr | Imię i nazwisko                    | Data ur. | Wzrost | Pozycja      |
| -- | ---------------------------------- | -------- | ------ | ------------ |
| 1  | Zouheir El Graoui                  | 1994     | 197    | przyjmujący  |
| 2  | Gilles Lomba                       | 1997     | 194    | przyjmujący  |
| 3  | Enzo Loiseau                       | 2000     | 192    | przyjmujący  |
| 4  | Mathias Loupias                    | 1999     | 203    | środkowy     |
| 5  | Leandro dos Santos                 | 1993     | 200    | środkowy     |
| 6  | Aymeric Pelvet                     | 2001     | 188    | przyjmujący  |
| 7  | Clément Aya Dioko                  | 2002     | 198    | przyjmujący  |
| 8  | Gary Chauvin                       | 1987     | 186    | rozgrywający |
| 9  | Romain Totélé                      | 2001     | 180    | rozgrywający |
| 10 | Pablo Natan Ventura                | 1998     | 194    | przyjmujący  |
| 11 | Pierre Toledo                      | 2000     | 195    | atakujący    |
| 12 | Thiébault Bruckert                 | 1991     | 198    | środkowy     |
| 13 | Tanguy Lemeur                      | 2001     | 184    | libero       |
| 14 | Nathan Wounembaina (do 19.02.2021) | 1984     | 198    | przyjmujący  |
| 15 | Pétrus Montes                      | 1987     | 202    | środkowy     |
| 16 | Nicolas Rossard                    | 1990     | 183    | libero       |
| 17 | Željko Ćorić                       | 1988     | 196    | rozgrywający |
| 18 | Thomas Furic                       | 2002     | 198    | środkowy     |
| 19 | Artur Udrys                        | 1990     | 212    | atakujący    |
| 20 | Luke Perry (od 21.01.2021)         | 1995     | 180    | libero       |
|    | Lucas Lóh (od 23.02.2021)          | 1991     | 195    | przyjmujący  |

### Sezon 2019/2020
| Nr | Imię i nazwisko                      | Data ur. | Wzrost | Pozycja      |
| -- | ------------------------------------ | -------- | ------ | ------------ |
| 1  | Price Jarman                         | 1992     | 206    | środkowy     |
| 3  | Damien Barry                         | 1997     | 194    | przyjmujący  |
| 4  | Mathias Loupias                      |          | 203    | środkowy     |
| 5  | Adam Bartoš                          | 1992     | 198    | przyjmujący  |
| 6  | Timo Tammemaa                        | 1991     | 202    | środkowy     |
| 7  | Ángel Trinidad de Haro               | 1993     | 195    | rozgrywający |
| 8  | Maxime Capet                         | 1997     | 201    | atakujący    |
| 9  | Hermans Egleskalns                   | 1990     | 204    | atakujący    |
| 10 | Romain Totélé                        |          | 180    | rozgrywający |
| 11 | Matyáš Démar                         | 1991     | 204    | rozgrywający |
| 12 | Dmytro Teriomenko                    | 1987     | 200    | środkowy     |
| 13 | Antoine Girault                      | 1998     | 196    | środkowy     |
| 14 | Nathan Wounembaina                   | 1984     | 198    | przyjmujący  |
| 15 | Tanguy Lemeur                        |          | 184    | libero       |
| 16 | Nicolas Rossard                      | 1990     | 183    | libero       |
| 17 | Paul Nicole                          | 2000     | 195    | przyjmujący  |
| 18 | Augustin Guérin                      | 2000     | 196    | środkowy     |
| 19 | Konstantin Čupković                  | 1987     | 205    | przyjmujący  |
| 20 | Armands Egleskalns                   | 2000     | 210    | atakujący    |
|    | João Rafael Ferreira (od 27.02.2020) | 1993     | 192    | przyjmujący  |

### Sezon 2018/2019
| Nr | Imię i nazwisko           | Data ur. | Wzrost | Pozycja      |
| -- | ------------------------- | -------- | ------ | ------------ |
| 1  | Barthélémy Chinenyeze     | 1998     | 202    | środkowy     |
| 2  | Hubert Henno              | 1976     | 188    | libero       |
| 3  | Thomas Nevot              | 1995     | 194    | rozgrywający |
| 4  | Zachary Palánkai-Omoshebi | 1998     | 210    | rozgrywający |
| 5  | Floris van Rekom          | 1991     | 197    | przyjmujący  |
| 7  | Damien Barry              | 1997     | 194    | przyjmujący  |
| 8  | Maxime Capet              | 1997     | 201    | atakujący    |
| 9  | Hermans Egleskalns        | 1990     | 202    | atakujący    |
| 10 | Ángel Trinidad de Haro    | 1993     | 195    | rozgrywający |
| 11 | Gazmend Husaj             | 1987     | 201    | przyjmujący  |
| 12 | Dmytro Teriomenko         | 1987     | 200    | środkowy     |
| 13 | Antoine Girault           | 1998     | 196    | środkowy     |
| 14 | Nathan Wounembaina        | 1984     | 198    | przyjmujący  |
| 15 | Dimitri Huchot            | 1996     | 183    | libero       |
| 16 | Mitchell Stahl            | 1994     | 203    | środkowy     |
| 17 | Paul Nicole               | 2000     | 195    | przyjmujący  |
| 18 | Augustin Guérin           | 2000     | 196    | środkowy     |

### Sezon 2017/2018
| Nr | Imię i nazwisko     | Data ur. | Wzrost | Pozycja      |
| -- | ------------------- | -------- | ------ | ------------ |
| 1  | Guillermo Hernán    | 1982     | 182    | rozgrywający |
| 2  | Hubert Henno        | 1976     | 188    | libero       |
| 3  | Thomas Nevot        | 1995     | 194    | rozgrywający |
| 5  | Quentin Jouffroy    | 1993     | 203    | środkowy     |
| 7  | Swetosław Gocew     | 1990     | 205    | środkowy     |
| 9  | Hermans Egleskalns  | 1990     | 202    | atakujący    |
| 10 | Jasper Diefenbach   | 1988     | 195    | środkowy     |
| 12 | Benjamin Henno      | 1997     | 195    | przyjmujący  |
| 13 | Moritz Reichert     | 1995     | 194    | przyjmujący  |
| 14 | Stanislas Rabiller  | 1992     | 201    | przyjmujący  |
| 15 | Dimitri Huchot      | 1996     | 183    | libero       |
| 16 | Antoine Girault     | 1998     | 196    | środkowy     |
| 17 | Antoine Fleury      | 1997     | 190    | libero       |
| 18 | Nathan Wounembaina  | 1984     | 198    | przyjmujący  |
| 19 | Konstantin Čupković | 1987     | 205    | przyjmujący  |

### Sezon 2016/2017
| Nr | Imię i nazwisko         | Data ur. | Wzrost | Pozycja      |
| -- | ----------------------- | -------- | ------ | ------------ |
| 1  | Guillermo Hernán        | 1982     | 182    | rozgrywający |
| 2  | Hubert Henno            | 1976     | 188    | libero       |
| 3  | Thomas Nevot            | 1995     | 194    | rozgrywający |
| 5  | Quentin Jouffroy        | 1993     | 203    | środkowy     |
| 6  | David Konečný           | 1982     | 193    | atakujący    |
| 7  | Chris Zuidberg          | 1994     | 200    | środkowy     |
| 8  | Ryley Barnes            | 1993     | 200    | przyjmujący  |
| 9  | Adam White              | 1989     | 204    | przyjmujący  |
| 11 | Daniel Jansen Van Doorn | 1990     | 207    | środkowy     |
| 12 | Philipp Collin          | 1990     | 204    | środkowy     |
| 14 | Stanislas Rabiller      | 1992     | 201    | przyjmujący  |
| 15 | Niklas Seppanen         | 1993     | 193    | przyjmujący  |
| 16 | Lévi Alves Cabral       | 1989     | 198    | przyjmujący  |
| 17 | Martin Masson           | 1995     | 184    | libero       |
| 18 | Antoine Fleury          | 1997     | 190    | atakujący    |

### Sezon 2015/2016
| Nr | Imię i nazwisko     | Data ur. | Wzrost | Pozycja      |
| -- | ------------------- | -------- | ------ | ------------ |
| 2  | Hubert Henno        | 1976     | 188    | libero       |
| 3  | Giulio Sabbi        | 1989     | 201    | atakujący    |
| 5  | Rajko Strugar       | 1995     | 188    | rozgrywający |
| 6  | David Konečný       | 1982     | 193    | atakujący    |
| 8  | Konstantin Čupković | 1987     | 205    | przyjmujący  |
| 9  | Adam White          | 1989     | 203    | przyjmujący  |
| 10 | Yoann Jaumel        | 1987     | 181    | rozgrywający |
| 12 | Philipp Collin      | 1990     | 204    | środkowy     |
| 14 | Adam Bartoš         | 1992     | 198    | przyjmujący  |
| 15 | David Smith         | 1985     | 202    | środkowy     |
| 16 | Nicolas Gardien     | 1989     | 205    | środkowy     |
| 17 | Mathieu Augas       | 1993     | 179    | libero       |
| 19 | Ludovic Castard     | 1983     | 195    | atakujący    |

### Sezon 2014/2015
| Nr | Imię i nazwisko      | Data ur. | Wzrost | Pozycja      |
| -- | -------------------- | -------- | ------ | ------------ |
| 1  | Florian Muller       | 1996     | 198    | przyjmujący  |
| 2  | Kévin Klinkenberg    | 1990     | 198    | przyjmujący  |
| 3  | Oleg Antonow         | 1988     | 198    | przyjmujący  |
| 5  | Yannick Bazin        | 1983     | 192    | rozgrywający |
| 6  | David Konečný        | 1982     | 193    | atakujący    |
| 7  | Jean-François Exiga  | 1982     | 176    | libero       |
| 8  | Nuno Pinheiro        | 1984     | 193    | rozgrywający |
| 9  | Nicholas Hoag        | 1992     | 200    | przyjmujący  |
| 10 | Daniel McDonnell     | 1988     | 200    | środkowy     |
| 11 | Yves-Alexandre Boëll | 1993     | 203    | środkowy     |
| 12 | Lucas Aguenier       | 1995     | 198    | środkowy     |
| 13 | Julien Siecker       | 1997     | 192    | przyjmujący  |
| 14 | Adam Bartoš          | 1992     | 198    | przyjmujący  |
| 15 | David Smith          | 1985     | 202    | środkowy     |
| 16 | Nicolas Gardien      | 1989     | 205    | środkowy     |
| 17 | Mathieu Augas        | 1993     | 179    | libero       |

### Sezon 2013/2014
| Nr | Imię i nazwisko         | Data ur. | Wzrost | Pozycja      |
| -- | ----------------------- | -------- | ------ | ------------ |
| 1  | Florian Muller          | 1996     | 198    | przyjmujący  |
| 2  | Kévin Klinkenberg       | 1990     | 198    | przyjmujący  |
| 3  | Gérald Hardy-Dessources | 1983     | 197    | środkowy     |
| 4  | Soané Falafala          | 1993     | 196    | przyjmujący  |
| 6  | David Konečný           | 1982     | 193    | atakujący    |
| 7  | Jean-François Exiga     | 1982     | 176    | libero       |
| 8  | Nuno Pinheiro           | 1984     | 193    | rozgrywający |
| 9  | Nicholas Hoag           | 1992     | 200    | przyjmujący  |
| 10 | Philipp Collin          | 1990     | 204    | środkowy     |
| 11 | Jayson Jablonsky        | 1985     | 198    | przyjmujący  |
| 12 | Maxime Dillies          | 1984     | 189    | rozgrywający |
| 13 | Kamil Baránek           | 1983     | 198    | przyjmujący  |
| 15 | David Smith             | 1985     | 202    | środkowy     |
| 16 | Lucas Aguenier          | 1995     | 198    | środkowy     |

### Sezon 2012/2013
| Nr | Imię i nazwisko         | Data ur. | Wzrost | Pozycja      |
| -- | ----------------------- | -------- | ------ | ------------ |
| 1  | Marcus Popp             | 1981     | 192    | przyjmujący  |
| 2  | Stanislav Šimin         | 1986     | 208    | środkowy     |
| 3  | Gérald Hardy-Dessources | 1983     | 197    | środkowy     |
| 4  | Soané Falafala          | 1993     | 196    | przyjmujący  |
| 5  | Cyril Guittet           | 1992     | 186    | libero       |
| 6  | David Konečný           | 1982     | 193    | atakujący    |
| 7  | Jean-François Exiga     | 1982     | 176    | libero       |
| 8  | Nuno Pinheiro           | 1984     | 193    | rozgrywający |
| 12 | Maxime Dillies          | 1984     | 189    | rozgrywający |
| 13 | Kamil Baránek           | 1983     | 198    | przyjmujący  |
| 15 | David Smith             | 1985     | 202    | środkowy     |
| 16 | Emmanuel Ragondet       | 1987     | 191    | przyjmujący  |

### Sezon 2011/2012
| Nr | Imię i nazwisko   | Data ur. | Wzrost | Pozycja      |
| -- | ----------------- | -------- | ------ | ------------ |
| 1  | Petr Konečný      | 1975     | 203    | środkowy     |
| 2  | Miloš Terzić      | 1987     | 202    | przyjmujący  |
| 3  | Cyril Guittet     | 1992     | 186    | libero       |
| 4  | Bojidar Slavev    | 1984     | 203    | przyjmujący  |
| 5  | Rafael Redwitz    | 1980     | 191    | rozgrywający |
| 6  | David Konečný     | 1982     | 193    | atakujący    |
| 9  | Adrien Prével     | 1986     | 197    | przyjmujący  |
| 12 | Horacio d'Almeida | 1988     | 200    | środkowy     |
| 13 | Renaud Lachaise   | 1991     | 182    | rozgrywający |
| 15 | David Smith       | 1985     | 202    | środkowy     |
| 16 | Alexis González   | 1981     | 184    | libero       |
| 17 | Yosleyder Cala    | 1984     | 204    | przyjmujący  |

### Sezon 2010/2011
| Nr | Imię i nazwisko          | Data ur. | Wzrost | Pozycja      |
| -- | ------------------------ | -------- | ------ | ------------ |
| 1  | Petr Konečný             | 1975     | 203    | środkowy     |
| 2  | Stéphane Érepmoc         | 1990     | 197    | atakujący    |
| 3  | Cyril Guittet            | 1992     | 186    | libero       |
| 4  | Swan N’Gapeth            | 1992     | 185    | przyjmujący  |
| 5  | Rafael Redwitz           | 1980     | 191    | rozgrywający |
| 6  | David Konečný            | 1982     | 193    | atakujący    |
| 7  | Bogdan Alexandru Olteanu | 1980     | 198    | przyjmujący  |
| 9  | Earvin N’Gapeth          | 1991     | 194    | przyjmujący  |
| 10 | Jean-Stéphane Tolar      | 1984     | 200    | środkowy     |
| 12 | Horacio d'Almeida        | 1988     | 200    | środkowy     |
| 13 | Renaud Lachaise          | 1991     | 182    | rozgrywający |
| 14 | Loïc Geiler              | 1984     | 200    | przyjmujący  |
| 16 | Alexis González          | 1981     | 184    | libero       |

### Sezon 2009/2010
| Nr | Imię i nazwisko   | Data ur. | Wzrost | Pozycja      |
| -- | ----------------- | -------- | ------ | ------------ |
| 1  | Petr Konečný      | 1975     | 203    | środkowy     |
| 2  | Cyril Guittet     | 1992     | 186    | libero       |
| 3  | Marc Schalk       | 1973     | 197    | przyjmujący  |
| 4  | Guillaume Quesque | 1989     | 203    | przyjmujący  |
| 5  | Swan N’Gapeth     | 1992     | 185    | przyjmujący  |
| 6  | David Konečný     | 1982     | 193    | atakujący    |
| 7  | Hervé Boulch      | 1978     | 202    | środkowy     |
| 8  | Atanas Tarkałanow | 1988     | 197    | atakujący    |
| 9  | Earvin N’Gapeth   | 1991     | 194    | przyjmujący  |
| 11 | Loïc Le Marrec    | 1977     | 190    | rozgrywający |
| 12 | Alexandre Gaumont | 1984     | 195    | przyjmujący  |
| 13 | Aleš Holubec      | 1984     | 200    | środkowy     |
| 16 | Alexis González   | 1981     | 184    | libero       |
| 17 | Loïc De Kergret   | 1970     | 193    | rozgrywający |

### Sezon 2008/2009

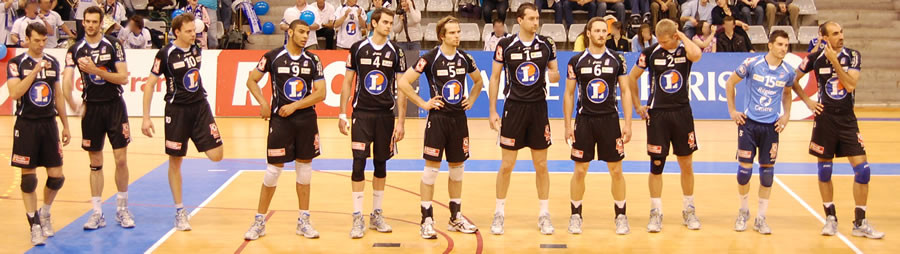
Zawodnicy Tours VB w sezonie 2008/2009

| Nr | Imię i nazwisko   | Data ur. | Wzrost | Pozycja      |
| -- | ----------------- | -------- | ------ | ------------ |
| 1  | Petr Konečný      | 1975     | 203    | środkowy     |
| 2  | Kristian Knudsen  | 1979     | 200    | przyjmujący  |
| 3  | Marc Schalk       | 1973     | 197    | przyjmujący  |
| 4  | Guillaume Quesque | 1989     | 203    | przyjmujący  |
| 5  | Brock Davidiuk    | 1983     | 194    | rozgrywający |
| 6  | David Konečný     | 1982     | 193    | atakujący    |
| 7  | Hervé Boulch      | 1978     | 202    | środkowy     |
| 8  | Atanas Tarkałanow | 1988     | 197    | atakujący    |
| 9  | Earvin N’Gapeth   | 1991     | 194    | przyjmujący  |
| 10 | Vincent Montméat  | 1977     | 196    | środkowy     |
| 11 | Loïc Le Marrec    | 1977     | 190    | rozgrywający |
| 15 | Nicolas Anot      | 1981     | 187    | libero       |